# Arte Resiliencia
Arte Resiliencia es un movimiento artístico creado en 2014 con la sede en el Bateau-Lavoir en Montmartre, París, Francia.

## Concepto
El movimiento artístico Arte Resiliencia no es de carácter formal, solo busca a redefinir la noción del arte.